# Lion (canción de (G)I-dle)
«Lion» es una canción grabada por el grupo femenino de Corea del Sur (G)I-dle, publicado como parte de la banda sonora del reality show en el que participó, titulado Queendom, del canal Mnet. Fue lanzado digitalmente el 25 de octubre de 2019 como la quinta canción del álbum Queendom Final Comeback. La letra de la canción fue escrita por Soyeon, miembro de (G)I-dle, quien también compuso, produjo y arregló la canción junto a Big Sancho (Yummy Tone).
Aunque no se ubicó en una lista alta en el momento de su lanzamiento, más tarde se convirtió en un gran éxito en Corea después de ganar popularidad por su concepto escénico de The Queen's Royal Welcome. Alcanzó su máximo en el número 5 en la lista World Digital Song Sales, dando al grupo su quinto éxito entre las diez primeras posiciones.
La canción fue considerada según Billboard como "una de las pistas más viscerales de 2019" y se convirtió en una de las canciones más emblemáticas del grupo.
Posteriormente, la canción fue incluida en su tercer EP titulado I Trust, lanzado el 6 de abril de 2020.

## Antecedentes y lanzamiento
El 24 de octubre de 2019, un día antes del lanzamiento, Mnet lanzó una vista previa del episodio final de Queendom, que mostraba a las concursantes revisando y describiendo las canciones de otros equipos. Al día siguiente, Mnet compartió un adelanto de cada pista de cada grupo a los espectadores. Al mediodía, los seis grupos participantes, incluido (G)I-dle, lanzaron sus últimas canciones en varios sitios de transmisión de música.
Antes del episodio final, Mnet mostró un clip de Soyeon, líder de (G)I-dle, presentando por primera vez «Lion» y su concepto a las miembros. Soyeon comentó: "No recibimos canciones, así que tenemos que actuar rápidamente". Ella reveló que recibió inspiración de la película El Rey León que estaba en los cines cuando comenzó a escribir.
La canción fue lanzada digitalmente el 25 de octubre de 2019 a través de varios portales de música, incluidos Melon e ITunes, seguido de Spotify al día siguiente.

## Composición y letra
La canción está compuesta en clave de mi menor, a 110 BPM con una duración de 3:30 minutos. «Lion» fue descrita como una canción que tiene un tambor fuerte y un impresionante sonido de un Roland TR-808, con letras que contienen toda la lucha, la paciencia y las heridas para ocupar y proteger un trono, al comparar la dignidad y el carisma innatos de una reina como un león, dándole a la canción un sentimiento hermoso y fuerte, a la vez que dramática, sobria y fría.
Billboard la describió como una pista de baile feroz, pero de baja fidelidad, del acto de seis mujeres que declaran su dominio en medio de un poderoso ritmo y melodías de blues. La letra contiene espacios vacíos para que sus versos dominantes y raps atrevidos brillen entre el canto "I'm a queen like a lion" del coro.

## Presentación enQueendom
(G)I-dle interpretó «Lion» por primera vez durante la transmisión final en vivo del programa Queendom el 31 de octubre de 2019. El escenario se presentó con un decorado con altas vidrieras, como un instrumental del juego de órganos que recordaban a una catedral. El concepto de la coreografía narraba la historia de una joven que lideraba la milicia de un reino durante una guerra, hasta su coronación como Reina, esto contado a través de la presentación de la integrante Minnie. A esto le sigue inmediatamente un baile en solitario de Shuhua, con la semejanza de una gran ceremonia de bienvenida del regreso de la reina desde la batalla. El resto de las miembros caminan sobre el escenario, adornadas con túnicas doradas, decoradas con ornamentos parecidos al de una melena de león. La coreografía estuvo inspirada en los movimientos de un león y gestos con las manos que simbolizan una corona. Soyeon presentó un baile en solitario entre los bailarines durante su rap, declarando "I'm a Queen". La actuación termina con los bailarines siguiendo a las miembros por una escalera, mientras cada una camina para tomar asiento en seis tronos colocados en la parte superior del escenario.
El escenario fue descrito como "de clase mundial" y "escenario legendario". Miembros del grupo AOA que miraban el escenario elogiaron la actuación y dijeron: "Me sentí como si estuviera viendo seis reinas leonas. Me sorprendió. Fue maravilloso". El director de Queendom, Cho Woori, felicitó al grupo por su actuación innovadora y su sólido proceso de construcción de conceptos para la canción.
El 1 de noviembre de 2019, el vídeo de la presentación superó el millón de visitas a las 11 a. m. KST, ocupando el primer lugar como el vídeo de más rápido crecimiento de YouTube en Corea, y obtuvo más vistas que el total combinado de vistas en las etapas finales de todos los demás participantes.

## Vídeo musical
Después de lanzar la canción en sitios de transmisión de música el 25 de octubre, (G)I-dle lanzó inesperadamente un vídeo teaser de la canción el 3 de noviembre. El vídeo musical oficial fue lanzado el 4 de noviembre a la medianoche.
El vídeo musical fue creado por Digipedi y coreografiado por Star System, quien previamente había trabajado con ellas para la canción «Uh-Oh». Los efectos visuales de los arañazos de las garras de león de Soojin fueron realizados por estudiantes de la Universidad de Hoseo con la orientación del profesor Cho Hyung-jun. El vídeo musical de «Lion» comienza con la voz tranquila de Minnie y el sonido del tambor bajo en la calma de la oscuridad y la tensión. La revista IZE describió la segunda mitad del vídeo como "sacudiendo la jerarquía del género". Las miembros están de pie sobre un altar, mientras que los leones machos están en las escaleras debajo de ellas y terminan con una pintura enmarcada de un león macho bañándose en el fuego. Soojin, de pie, frente al retrato con un tatuaje que dice "El amor propio es el mejor amor", mostrando que se refiere a una liberación basada en la autoestima.

## Rendimiento comercial
«Lion» no entró en el Gaon Digital Chart cuando se lanzó por primera vez, pero debutó en el puesto 77 en el Gaon Download Chart. La canción ganó popularidad y se volvió viral después de que saliera al aire el último episodio del programa Queendom. Luego volvió a entrar en las listas en tiempo real de varios sitios de música.
A diciembre de 2019, en la edición realizada en diciembre de 2019, la canción había recibido 43,915,024 puntos de índice digital en Gaon Digital Chart.
Tres semanas después del lanzamiento, «Lion» subió ocho lugares, del decimotercer al quinto lugar en la lista World Digital Song Sales de Billboard. El sencillo también subió 89 lugares en el Gaon Digital Chart, desde el número 101 hasta su nuevo pico en el número 19. Luego alcanzó el número 7 en el Gaon Download Chart.
«Lion» alcanzó el puesto número 2 en la lista de k-pop de KKBox y encabezó la lista de canciones coreanas de QQ Music de China durante dos semanas consecutivas. La canción debutó en la lista K-pop Hot 100 en la posición 45 y alcanzó la 5ª posición el 9 de noviembre de ese año.

## Recepción de la crítica
Los críticos de música de la revista web coreana IZM, incluyeron a «Lion» en su lista de "10 sencillos que representaron el 2019", explicando "... en el mundo de la música que está lleno de letras de amor y sonido electrónico sin alma, ellas mostraron la dignidad que una Queen puede tener en el escenario". El artículo también mencionó: "No hay razón para saltarse esta canción". Kaitlin Miller de Seoulbeats describió la pista y el vídeo musical como "metáforas precisas de su ascendencia en la escena del K-pop".
Escribiendo para Billboard, LS elogió la canción, diciendo que "cada parte de este himno está rebosante de un poder salvaje, frenético y seguro de sí mismo, que se canaliza en sus ritmos en crecimiento, más apropiado para un campo de batalla que para un escenario". La canción también se incluyó en las listas del sitio web Idology como mejor canción, mejor vídeo musical, canciones con letras impresionantes y mejor interpretación en 2019.

## Controversias

### Portada de novela web
El 1 de enero de 2020, los fanáticos de (G)I-dle criticaron la portada de la novela web Go Ahead and Be the Supporting Role, por plagiar el concepto del vìdeo musical de «Lion». Luego, el 3 de enero de 2020, la editorial Viewcommz emitió un comunicado oficial en el que se disculpaba con (G)I-dle y sus fans. La escritora reveló que subió su novela a la web, pero la portada de la novela la hizo un ilustrador. El ilustrador luego lo admitió y modificó la pintura, y respondió: "No siento la necesidad de explicar porque he hecho las correcciones".

### Youth With You Season 2
El 7 de mayo de 2020, la temporada 2 del programa chino Youth With You fue criticada por supuestamente copiar «Lion» de (G)I-dle después de que una de las presentaciones de un grupo participante se subiera a Internet. En la actuación, los movimientos de congelación de las bailarinas, los movimientos en el escenario, el baile, el maquillaje, los accesorios de vestuario y el fondo del escenario eran supuestamente similares al escenario de «Lion» de (G)I-dle en su presentación en el programa Queendom. Un internauta comentó: "Si la danza y estas cosas externas son similares, también se puede decir que es una cuestión de estilo. Si el estilo es el mismo, es difícil no tener similitudes. Pero lo extraño es que la letra de «Lion» también son demasiado similares". Mientras la letra de «Lion» dice "Aleja el frustrante prejuicio / Nadie podría encerrarme, ni siquiera el dolor / Quién se atreve a detenerme y controlarme, ten cuidado / la huella del león camina alrededor del reino de los ociosos"; la letra de la canción acusada decía: "Todo prejuicio arrogante / deshazte de la opinión aburrida que enmarca nuestras mentes estrechas / ya nadie puede controlar tu mente, es tu turno de dominarlos / la huella del orgullo camina por el jardín de espinas". Sin embargo, no hubo respuestas ni de Cube Entertainment como de IQiyi, canal del programa en China.

## Reconocimientos

### Premios y nominaciones
| Año  | Evento              | Premio                                 | Resultado | Ref.   |
| ---- | ------------------- | -------------------------------------- | --------- | ------ |
| 2020 | Golden Disk Awards  | Premio a la Mejor Performance Femenina | Ganador   | [ 41 ] |
| 2020 | Korean Music Awards | Mejor Canción Pop                      | Nominado  | [ 42 ] |

### Listados
| Publicación          | Lista                                                                  | Ranking  | Ref.   |
| -------------------- | ---------------------------------------------------------------------- | -------- | ------ |
| Apple Music          | Top Songs of 2020: Korea                                               | 53.º     | [ 43 ] |
| Billboard            | The 25 Best K-pop Songs of 2019: Critics' Picks                        | 9.º      | [ 3 ]  |
| Bugs                 | 2019 Year End Top 100                                                  | 92.º     | [ 44 ] |
| BuzzFeed             | 30 Songs That Helped Define K-Pop in 2019                              | 11.º     | [ 45 ] |
| BuzzFeed             | The 30 Best K-pop Music Videos of The Year                             | 28.º     | [ 46 ] |
| Idology              | Best songs of 2019                                                     | 1.º      | [ 32 ] |
| IZM                  | Top 10 2019 Singles of the Year                                        | Incluida | [ 30 ] |
| Malaysian L'Officiel | 14 K-Pop songs that define 2019 and still dominates our music playlist | Incluida | [ 47 ] |
| Melon                | Melon Magazine's Top 7 K-Pop songs of 2019                             | Incluida | [ 48 ] |
| SBS                  | Top 100 Asian pop songs of 2019                                        | 49.º     | [ 49 ] |
| Tonplein             | Top 50 K-Pop songs from 2015-2019                                      | 16.º     | [ 50 ] |
| Rolling Stone India  | 10 Best K-pop Music Videos of 2019                                     | Incluida | [ 51 ] |
| Rolling Stone India  | 10 K-pop Feminist Anthems Perfect for Women’s Day                      | 3.º      | [ 52 ] |

## Posicionamiento en listas
| Lista (2019)                                   | Mejor posición |
| ---------------------------------------------- | -------------- |
| Corea del Sur (Gaon Digital Chart)             | 19             |
| Corea del Sur (K-pop Hot 100)                  | 5              |
| Estados Unidos (Billboard World Digital Songs) | 5              |
| Singapur (RIAS)                                | 20             |

| Lista (2019)                       | Mejor posición |
| ---------------------------------- | -------------- |
| Corea del Sur (Gaon Digital Chart) | 22             |
| Lista (2020)                       | Mejor posición |
| Corea del Sur (Gaon Digital Chart) | 63             |

| Lista (2020)                       | Mejor posición |
| ---------------------------------- | -------------- |
| Corea del Sur (Gaon Digital Chart) | 122            |

## Historial de lanzamiento
| País           | Fecha                 | Formato                    | Sello                                     |
| -------------- | --------------------- | -------------------------- | ----------------------------------------- |
| Corea del Sur  | 25 de octubre de 2019 | Descarga digital streaming | Stone Music Entertainment                 |
| Varios         | 25 de octubre de 2019 | Descarga digital streaming | Stone Music Entertainment                 |
| Corea del Sur  | 6 de abril de 2020    | Descarga digital streaming | Cube Entertainment, Kakao M               |
| Estados Unidos | 6 de abril de 2020    | Descarga digital streaming | Cube Entertainment, Republic Records      |
| Varios         | 6 de abril de 2020    | Descarga digital streaming | Cube Entertainment, Universal Music       |
| Corea del Sur  | 7 de abril de 2020    | CD                         | Cube Entertainment, Universal Music       |
| Japón          | 7 de abril de 2020    | CD                         | Cube Entertainment, Universal Music Japan |